# Svitlana Gottfriedová
Svitlana Mychajlivna Gottfriedová (roz. Lysjanská) (* 16. srpna 1970 Kyjev) je bývalá ukrajinská zápasnice – sambistka, judistka a volnostylařka.

## Sportovní kariéra
Se zápasením začala v druhé polovině osmdesátých let dvacátého století v Kyjevě pod vedením Boryse Hudijeva. Připravovala se v policejním sportovním centru pod vedením Oleksandra Pressmana.  V sovětské se později ukrajinské ženské sambistické a judistické reprezentaci se pohybovala od počátku devadesátých let. V zápasu sambo je čtyřnásobnou mistryní světa z období počátků tohoto sportu mezi ženami. Sportovní kariéru ukončila poprvé v roce 2002. S exmanželem, bývalým vzpěračem Děnisem Gottfriedem má tři syny.
V roce 2010 se ve čtyřiceti letech vrátila do ukrajinské reprezentace s vidinou kvalifikace na olympijské hry 2012 v judu. Na olympijské hry se nekvalifikovala a vzápětí ukončila sportovní kariéru.

## Výsledky

### Judo

#### Váhové kategorie
| Turnaj             | 1993       | 1994       | 1995       | 1996       | 1997       | 1998       |
| Turnaj             | 23         | 24         | 25         | 26         | 27         | 28         |
| Turnaj             | těžká váha | těžká váha | těžká váha | těžká váha | těžká váha | těžká váha |
| ------------------ | ---------- | ---------- | ---------- | ---------- | ---------- | ---------- |
| Olympijské hry     |            |            |            | —          |            |            |
| Mistrovství světa  | —          |            | úč.        |            | úč.        |            |
| Mistrovství Evropy | 7.         | 7.         | úč.        | úč.        | —          | 7.         |

#### Bez rozdílu vah
| Turnaj             | 1993 | 1994 | 1995 | 1996 | 1997 | 1998 |
| Turnaj             | 23   | 24   | 25   | 26   | 27   | 28   |
| ------------------ | ---- | ---- | ---- | ---- | ---- | ---- |
| Mistrovství světa  | —    |      | úč.  |      | —    |      |
| Mistrovství Evropy | úč.  | 5.   | —    | úč.  | —    | —    |

### Sambo
| Turnaj             | 1992 | 1993 | 1994 | 1995 | 1996 | 1997 | 1998 | 1999 | 2000 | 2001 | 2002 | 2003 | 2004 | 2005 | 2006 | 2007 | 2008 | 2009 | 2010 | 2011 | 2012 |
| Turnaj             | 22   | 23   | 24   | 25   | 26   | 27   | 28   | 29   | 30   | 31   | 32   | 33   | 34   | 35   | 36   | 37   | 38   | 39   | 40   | 41   | 42   |
| Turnaj             | -80  | -80  | -80  | -80  | -80  | -80  | -80  | -80  | -80  | -80  | -80  | -80  | -80  | -80  | -80  | -80  | -80  | -80  | -80  | -80  | -80  |
| ------------------ | ---- | ---- | ---- | ---- | ---- | ---- | ---- | ---- | ---- | ---- | ---- | ---- | ---- | ---- | ---- | ---- | ---- | ---- | ---- | ---- | ---- |
| Mistrovství světa  | 1.   | —    | —    | 1.   | 1.   | 1.   | 3.   | 1.   | 2.   | 5.   | —    | —    | —    | —    | —    | —    | —    | —    | —    | 2.   | úč.  |
| Mistrovství Evropy | 2.   | —    | —    | —    | —    | 2.   | —    | 1.   | —    | —    | —    | —    | —    | —    | —    | —    | —    | —    | —    | —    | —    |